# Kvarnavadsgölen
Kvarnavadsgölen är en sjö i Jönköpings kommun i Småland och ingår i Lagans huvudavrinningsområde.